# KAZUYA
KAZUYA（カズヤ、1988年〈昭和63年〉3月2日 - ）は、日本のYouTuber、動画配信者、著作家。本名は、京本 和也（きょうもと かずや）。
北海道帯広市出身。現在は、栃木県宇都宮市在住。血液型はO型。

## 経歴・人物
北海道帯広市で生まれた。北海道帯広工業高等学校卒業。高校時代に小林よしのりの「戦争論」に出会ったことを機に、ネットで自分と似た考えの人たちのブログを読むようになる。

### 2010年代

#### 2012年
YouTubeおよびニコニコ動画に『KAZUYA CHANNEL』を開設。以後、主に大韓民国や中華人民共和国、民主党などに関する批評動画などを投稿する。

#### 2014年
10月28日、北海道宗谷郡猿払村の朝鮮人追悼碑設置を巡る問題について、ニューヨーク・タイムズの取材に「我々は『日本は謝れ』とたえず言われ続けることに疲れた。」とコメントした。これに関して、同月30日、「有名右翼ブロガー」「代表的なネットライト」として中央日報に掲載される。

#### 2015年
5月2日、兵庫県神戸市で日本青年会議所近畿地区兵庫ブロック協議会が主催した講演会において、日本国憲法について倉山満との対論を行った。
7月、YouTubeのチャンネルに投稿した動画について、韓国の話題を扱ったものなどを中心に広告が停止されたと発表した。同様の措置を受けたYouTuberには引退する者も現れたが、KAZUYAは「ニコニコのチャンネルだったり、本とか講演とか、生活の糧を得る方法は色々あります。だから広告収入なくてもYouTubeには投稿し続けるでしょう」と述べている。
8月3日、「みんなで靖国神社に昇殿参拝する会」を開催し、靖国神社に計1200人での昇殿参拝を行った。会の趣旨について、KAZUYAは「終戦70年の今年こそ、昇殿参拝するとともに、遊就館で英霊の方々の遺書や遺品を見て、当時の人々の思いを感じてもらいたかった」と述べている。

#### 2018年
差別動画大量通報騒動を受け、5月23日投稿の動画で、自身の動画の内、2013年の動画を非公開にしたことを発表した。7月17日「スパム、詐欺、誤解を招くコンテンツに関する YouTube ポリシーやその他の利用規約に対する度重なる違反、または重大な違反」を理由として自身のYouTubeアカウントが停止されたが、2日後の7月19日に「差別的な動画は投稿されていなかった」とされ、チャンネルの停止が解除された。

### 2020年代

#### 2020年
4月、神谷宗幣らとともに、政治団体「参政党」を結党し、ボードメンバーとなる。参政党の党名、党の前身となるYouTubeチャンネル『政党DIY』は共にKAZUYAが考え、名付けたものである。
9月12日、結婚したことを自分のYouTubeチャンネルで発表。妻の出身地・職業・年齢などは公表していないが、同じ趣味のプロレスを通じて知り合ったと話した。

#### 2021年
1月、参政党のボードメンバーを退任し、4月に離党した。離党の理由として「党がディープステート等の陰謀論に行って（傾斜して）しまったから」とYouTube上で述べた。倉山満は、KAZUYAと渡瀬裕哉が離れたことにより、参政党がさらに陰謀論やスピリチュアル、ネットワークビジネスといった方向に傾斜したと評している。
12月、神奈川県川崎市から栃木県宇都宮市に引っ越したことを発表した。

#### 2022年
7月、マンションの管理業者とのトラブルから宇都宮市内で引っ越すことを発表し、9月に引っ越しが完了した。

#### 2024年
9月、第一子となる長男が誕生したことを、YouTube上で発表した。

## 批評
- 2015年12月7日の朝日新聞の記事では、KAZUYAが静岡県浜松市で行った講演会にて「（南京事件について中国は）人口20万人の南京で、30万人殺したという。ファンタジー（空想）的だ」と述べたことに対して、記者が20万人というのは南京市の特定地域の人口の推計で市全体のものではないことを指摘すると、「知っています。耳を引くためにオーバーな言い方をしています」と答えたという[19]。ただ、KAZUYA本人は同記事を受けて、「知っています」は南京市の安全区の人口について、「オーバーな言い方」は動画の手法全般についてそれぞれ述べたものであり、「別々に言ったものをつなげているためにニュアンスがおかしくなっている」とし、さらに「20万人という数は日本軍が設置した安全区内のものであり、それ以外の場所にさほどの人がいたとは思えない」と持論を述べている[20]。
- ライターの飯田一史によると、YouTubeで若者が興味を持つような切り口や語り口で2、3分で時事ネタや煽りネタをコンパクトにまとめるスキルをもっているのはKAZUYAくらいしかいないとし、バランス感覚があると評している。他の政治系YouTuberたちは話がやたら長く、罵詈雑言や引くような態度をしたり小難しい話をする一方で、KAZUYAは「チョンは全員死ね」のような一般人がドン引きするような発言は注意深く避けており、新聞やネットニュースから叩けるネタを紹介し、それに対して突っ込みを入れたら時間が来て終わるというスタイルのため、ボロが出づらく言いっ放しで終われると指摘している[21]。
- 漫画家の小林よしのりは自身のブログでKAZUYAを「成長していない」と批判しており、「『戦争論』のテーマは『個と公』なのに、そのテーマすら分かってないじゃないか」「わしは『公』を守るのであって、『権力』は守らない、『権力』を守るなんてダサい」「わしは、自民党が政権取ろうが、野党が政権取ろうが、『公』からズレたら批判する」と述べている[22]。
- 月刊WiLLの2019年6月号にて、KAZUYAが「令和を貶める人たち」と題した記事を掲載。その中で、小林よしのりの4月1日付のブログ記事から「『令』は王冠の下に人が跪いている図だから、やっぱり君主か支配者の命令の意味である。君主の命令だから、清らかで美しいという観念に結び付くのだろう。『令和』を見て、なんとなく冷たい感じがするのはやむを得ないのだ」という部分を抜粋し、「あらゆる方面からの“こじつけ”や“難癖”を一部抜粋したので紹介、永く記憶にとどめたい」とした。しかし、小林はブログの後半で「けれどもわしは元号が好きである。時代の記憶を封じ込めて区切りを付けられる。西暦じゃだらだら時が過ぎるばかりで終末まで区切りが来ない。キリストの支配する時間枠に慣らされる必要もなかろう。国書からの選出ではないが、『令和』を受容しよう」と肯定的な発言をしていた。これを受けて「よしりん企画」スタッフの時浦兼は、KAZUYAが都合のいいところだけをつまみ食いして小林が令和と貶めたことにしていると主張し、「悪質極まりないデマ屋です」「そもそも、『令』の文字の成り立ちが『王冠の下に人が跪いている図』であることは事実だし、個人の感覚としてどう思うかは人それぞれであって、第一印象で『何となく冷たい感じ』がしたという人がいてもしょうがないことです」「ところがこのバカは、事実であっても言うな、『令和』と聞いて、冷たい感じなど感じるなと言っているのです！！」「KAZUYAのようなバカを野放しにしたら、天皇や元号を嫌いになる人を増やすだけです。こういうバカこそが、『令和』を貶めているのです！！」と批判した[23][24]。

## 著書
- 『日本一わかりやすい保守の本 ―KAZUYA CHANNEL』青林堂、2013年10月18日。ISBN 978-4792604790。
- 『バカの国 〜国民がバカだと国家もバカになる〜』アイバス出版、2014年3月5日。ISBN 978-4861134982。
- 『ここがヘンだよ「反日」韓国 彼らがウソをつくほど日本が得をする法則』イースト・プレス、2014年8月7日。ISBN 978-4781612331。
- 『反日日本人』青林堂、2014年11月21日。ISBN 978-4792605049。
- 『日本人が知っておくべき「戦争」の話』ベストセラーズ、2015年5月21日。ISBN 978-4584136522。
- 『超日本人の時代 お花畑からの脱却』サンクチュアリ・パブリッシング、2015年11月27日。ISBN 978-4861136139。
- 『日本国民の新教養』KADOKAWA、2016年5月19日。ISBN 978-4046014399。
- 『日本人が知っておくべき「日本国憲法」の話』ベストセラーズ、2016年12月16日。ISBN 978-4584137673。
- 『日常は情報戦』扶桑社〈扶桑社新書〉、2022年9月2日。ISBN 4594091970。